# Fossa infratemporalis
Die Fossa infratemporalis (auch Unterschläfengrube genannt) ist eine unregelmäßig geformte Grube unterhalb der Fossa temporalis, medial des Unterkieferastes gelegen. Sie enthält unter anderem oberflächliche Kaumuskeln sowie das parasympathische Ganglion oticum, in dem Fasern aus dem neunten Hirnnerven, dem N. glossopharyngeus, umgeschaltet werden. An ihrer Bildung sind überwiegend Schläfenbein, Keilbein und der Oberkieferknochen beteiligt.

## Begrenzungen

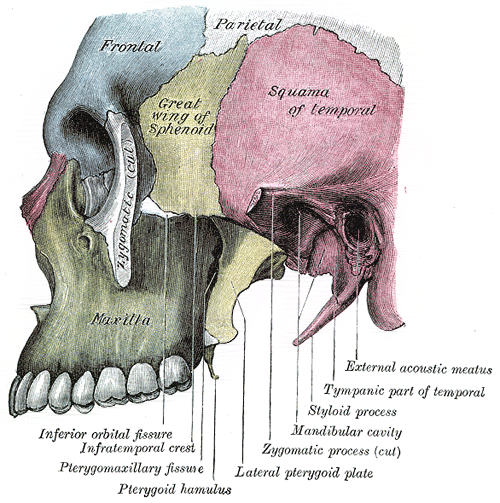
Linke Fossa infratemporalis

Die Fossa infratemporalis wird durch folgende Strukturen begrenzt:
| Richtung | Struktur                                                                      |
| -------- | ----------------------------------------------------------------------------- |
| lateral  | Ramus mandibulae und Arcus zygomaticus                                        |
| medial   | Processus pterygoideus des Os sphenoidale                                     |
| kranial  | Ala major des Os sphenoidale und Pars squamosa des Os temporale               |
| ventral  | Tuber maxillae                                                                |
| dorsal   | Tuberculum articulare des Os temporale und Spina angularis des Os sphenoidale |

Nach unten hin (kaudal) ist die Fossa infratemporalis offen.

## Inhalt
Überwiegend wird die Fossa infratemporalis ausgefüllt vom Bichat-Fettpfropf (Corpus adiposum buccae) sowie von den dem Kauen dienenden Flügelmuskeln (M. pterygoideus medialis und M. pterygoideus lateralis).
Weiterhin befinden sich die Arteria maxillaris und ihre Äste, der Plexus pterygoideus, der Nervus mandibularis mit seiner Aufzweigungsstelle sowie das Ganglion oticum in dieser Grube. 
Zu beachten ist, dass der venöse Plexus pterygoideus über kleine Venae emissariae mit dem Sinus cavernosus verbunden ist. Dadurch können bei einer Zahninfektion Keime verschleppt werden und eine Sinus-cavernosus-Thrombose kann entstehen.

## Verbindungen
Die Fossa infratemporalis weist Verbindungen zu folgenden Strukturen auf:
Kranial befindet sich direkt die Fossa temporalis.
Zur mittleren Schädelgrube existieren Zugänge über Foramen ovale (enthält N. mandibularis und V. foraminis ovalis), Foramen spinosum (enthält R. meningeus des N. mandibularis und Vasa meningea media) und Foramen lacerum (enthält N. petrosus major und minor). 
Über die Fissura pterygomaxillaris (enthält N. alveolaris superior posterior) entsteht eine Verbindung zur Fossa pterygopalatina. Über die Fossa pterygopalatina wiederum existiert ein Zugangsweg zur Augenhöhle via Fissura orbitalis inferior.